# Victor Lefranc

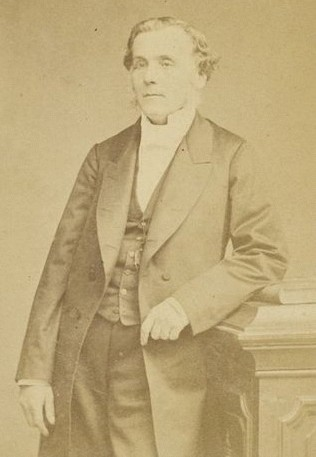
Victor Lefranc, Foto von Pierre-Louis Pierson

Bernard Edme Victor Étienne Lefranc (* 3. Februar 1809 in Garlin (Département Basses-Pyrénées); † 12. September 1883 in Montsoué (Département Landes)) war ein französischer Anwalt und Politiker.

## Leben
Victor Lefranc studierte in Paris Rechtswissenschaften und wurde 1834 Advokat. Als gemäßigter Republikaner war er Gegner der Julimonarchie von Louis-Philippe. Nach der Februarrevolution 1848 wurde er zum Generalkommissar der provisorischen Regierung im Département Landes ernannt, das ihn am 23. April 1848 in die Konstituierende und am 13. Mai 1849 in die Gesetzgebende Versammlung wählte, wo er zu der republikanischen Linken und den Gegnern Napoleons III. gehörte. Dessen Staatsstreich vom 2. Dezember 1851 unterbrach Lefrancs politische Laufbahn. Er trat 1863 und 1869 als unabhängiger Kandidat bei den Wahlen zum Gesetzgebenden Körper an, scheiterte aber jedes Mal gegen den offiziellen Kandidaten des Zweiten Kaiserreichs.
Nach dem Sturz Napoleons III. und dem Ende des Deutsch-Französischen Kriegs wurde Lefranc am 8. Februar 1871 in die Nationalversammlung gewählt. Er war Berichterstatter der Kommission, die Adolphe Thiers die Exekutivgewalt übertrug, dann von jener Kommission, die mit der Wiedereröffnung der Verhandlungen mit Preußen zum Abschluss eines Friedensvertrags betraut war. Dabei sprach er sich für die Annahme der preußischen Forderungen aus. Er übernahm am 9. Juni 1871 das Ministerium des Ackerbaues und Handels im Kabinett von Jules Dufaure und am 6. Februar 1872 das Innenministerium im gleichen Kabinett. Als Republikaner wurde er von den Rechten besonders heftig angegriffen. Infolge eines Misstrauensvotums der monarchistisch gesinnten Mehrheit der Kammer gegen die Politik des Innenministers trat Lefranc am 30. November 1872 augenblicklich zurück. Er gehörte fortan zum linken Zentrum. Am 20. Februar 1876 wurde er in die Deputiertenkammer, am 21. Mai 1881 zum Senator auf Lebenszeit gewählt und starb am 12. September 1883 im Alter von 74 Jahren in Montsoué nahe Saint-Sever.